# Entomołogiczeskoje obozrienije
Entomołogiczeskoje obozrienije (ros. Энтомологическое обозрение) – rosyjskie, recenzowane czasopismo naukowe publikujące w dziedzinie entomologii.
Czasopismo to wydawane jest przez Russkoje entomologiczeskoje obszczestwo przy Rosyjskiej Akademii Nauk w Petersburgu. Ukazuje się w liczbie 4 numerów rocznie, z których każdy ma około 200 stron. Artykuły publikowane są w języku rosyjskim, natomiast ich języku anglojęzyczne odpowiedniki publikuje czasopismo Entomological Review.